# Брагін Володимир Григорович
Володимир Григорович Брагін (1896–1972) — радянський письменник і драматург, автор численних лібретто, оповідань та повістей для дітей.

## Біографія
Народився 1896 року в Краснопіллі Російської імперії (нині Могилівська область, Білорусія). Член СП СРСР (1937). Публікував з 1918 року. З 1922 року завідував редакцією журналу «Зірка», виконував обов'язки завідувача видавництва «Працівник землі та лісу»; служив також представником із культурно-організаційних питань сільськогосподарської кооперації. Наприкінці 1920-х років редактор у журналі «Гудок». З 1930 писав лібрето для опери, п'єси, сценарії, писав також для радіопостановок. У роки Великої Вітчизняної війни брав участь у організації підтримка дітей письменників. Автор фантастичного роману «У країні дрімучих трав» (1948). Інший фантастичний роман письменника «Шукач загублених тисячоліть» залишився незавершеним через смерть письменника (його закінчила М. Н. Качалова, виданий 1974 року під назвою «Шукач втраченого тисячоліття»).

## Твори

### Лібретто
1. «Бджолиний балет»
2. «Балада про Серго»
3. «Кола Брюньйон»

### Повісті та оповідання для дітей
- У країні дрімучих трав: роман-казка / Худ. В. А. Мілашевський; Ред. В. І. Лебідько. — М. .: Дитяча література, 2016. — 462 с. — (Шкільна бібліотека). — ISBN 978-5-08-005247-7 .
- Шукач втраченого тисячоліття: фантастична повість / Передмова видавництва та В. Шкловського; Післясл. А. Нейфаха; Рис. Є. Куманькова. — М. .: Дитяча література, 1974. — 240 с. — (Бібліотека пригод та наукової фантастики). — 100 000 прим.

### Сценарії
- «Тінь чи людина» — фільм-казка
- «Вуличні артисти» — мультфільм

## Сім'я
Брати — письменник Михайло Брагін та громадський діяч Абрам Брагін .